# Sigurd Frosterus
Sigurd Frosterus (* 4. Juni 1876 in Asikkala; † 2. März 1956 in Helsinki) war ein führender finnischer Architekt, Kunstkritiker und Kunstsammler.

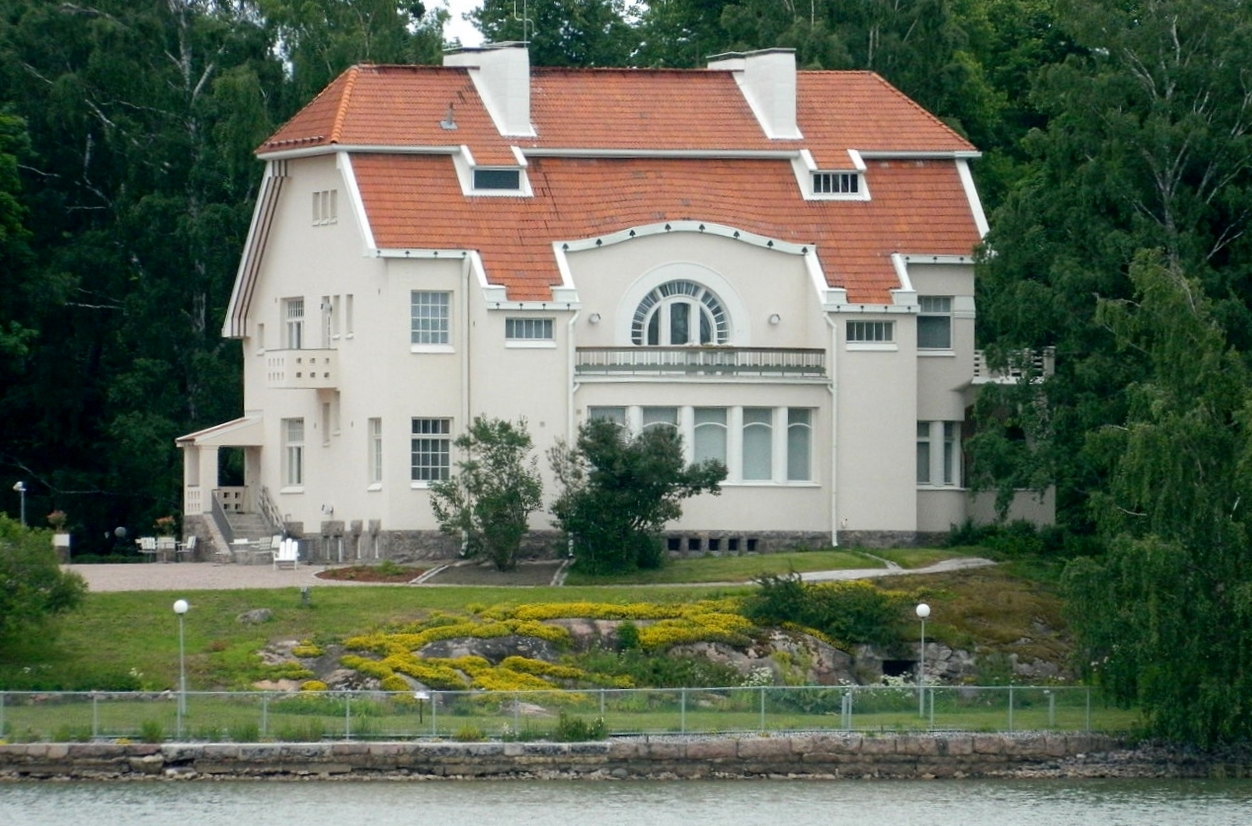
Tamminiemen-Villa in Helsinki

Frosterus schloss 1899 an der Universität Helsinki in Kunstgeschichte ab und erhielt bei Gustav Nyström ein Diplom in Architektur 1902. Im Jahr 1920 promovierte er mit einer Dissertation über Farben in der Kunst. In den Jahren 1903–1904 arbeitete Frosterus in Weimar bei Henry van de Velde.
Frosterus hatte ein Architekturbüro 1902–1904 mit Gustaf Strengell und 1918–1935 mit Ole Gripenberg. Frosterus und Strengell planten Landhäuser und Villen, darunter 1903 Tamminiemi, das später eine der Residenzen des Präsidenten von Finnland wurde (1940–1981). Sein bekanntestes Werk ist das Stockmann Warenhaus in Helsinki. Der Architekturwettbewerb wurde 1916 abgehalten, doch das Gebäude erst 1930 vollendet. In seinen Werken reflektiert Frosterus die Ideen großer europäischer Architekten, Schriftsteller und Philosophen: H. G. Wells, Friedrich Nietzsche, Oswald Spengler, Henry van de Velde, Alfred Messel, Ragnar Östberg und Edwin Lutyens. Er inspirierte zahlreiche finnische Künstler mit seinen Kunsttheorien und seiner Kritik. Er sammelte postimpressionistische Kunst und war auch ein begabter Aquarellmaler. Seine Bildersammlung befindet sich heute im Amos Anderson Kunstmuseum in Helsinki.

## Schriften
- Sigurd Frosterus : finnische Moderne und Avantgarde, Architektur und Malerei : eine Auswahl seiner Texte und Kritiken aus den Jahren 1903–1953, hg. v. Norbert Korrek u. a., Jonas Verlag Weimar 2015 ISBN 978-3-95773-168-5

## Bauwerke

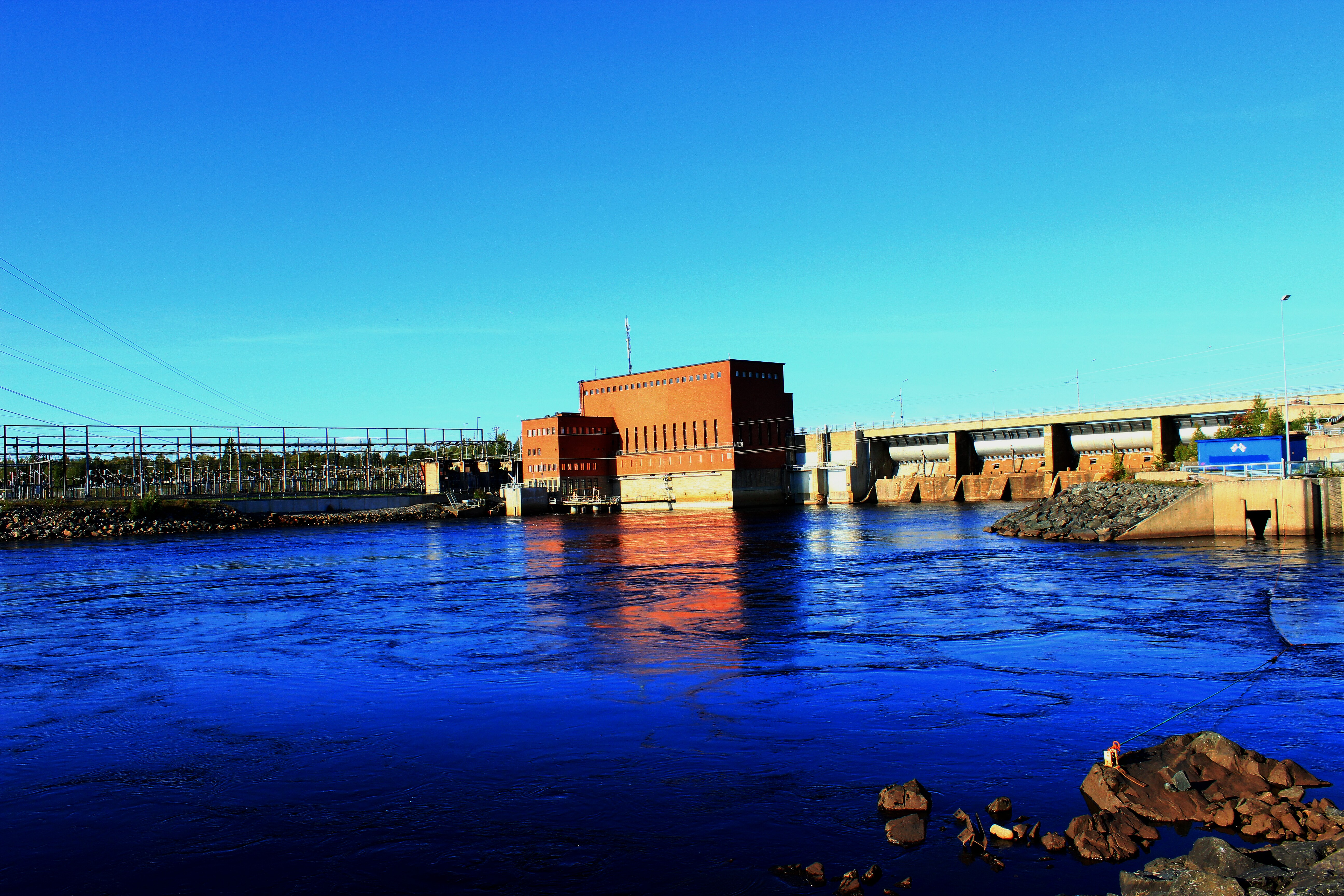
Wasserkraftwerk Isohaara

- 1904, Tamminiemi, Helsinki (mit Gustaf Strengell)
- 1910, Haus in Töölönkatu 7, Etu-Töölö, Helsinki
- 1919, Eisenbahnbrücke von Pahakoski, Kokemäki (mit Ole Gripenberg)
- 1921, Wasserkraftwerk Äetsä
- 1929, Hauptbüro der Merita Bank (PYP), Helsinki
- 1930, Warenhaus Stockmann Helsinki
- 1930, (Hotel) Vanajanlinna, Hämeenlinna
- 1949, Wasserkraftwerk Isohaara, Kemi